# Нина Маркович-Казе
Нина Маркович-Казе (на сръбски: Нина Марковић Казе) е австралийска политоложка и журналистка от сръбски произход.

## Биография
Родена е на 20 юли 1983 г. в Белград, СФР Югославия, където израства и завършва основното си образование. През 1999 г. тя се премества в Австралия, където по-късно завършва Университета на Западна Австралия и записва магистърска степен по дипломатически науки и италиански език в Австралийския национален университет. Тя получава докторска степен по политически науки с дисертация върху „Историческия разрез на дипломатическите отношения между Сърбия и Европейския съюз“.
Нина Маркович е била старши научен сътрудник за Европа и Близкия изток в парламента на Австралия, парламентарен делегат за тихоокеанските държави и президент на Асоциацията за европейски изследвания на Австралия и Нова Зеландия. Тя е преподавателка в катедрата по изследвания на сигурността и криминология в Университета Макуори в Сидни и журналистка в емисията на сръбски език на Ес Би Ес Рейдио.
Тя е сред основателите и е членка на борда на директорите на Сръбския съвет на Австралия (SCOFA – политическа асоциация на сърбите в Австралия), членка на изпълнителния комитет на Австралазийската асоциация за комунистически и посткомунистически изследвания и членка на биотехнологичната асоциация AusBiotech.
Също така тя е главена редакторка на Allergies, Immunity & Microbiome News, списание на Immunity Group Australia (компания, която тя съосновава с американския алерголог и имунолог Дъглас Джоунс).